# USA:s folkräkning 2020

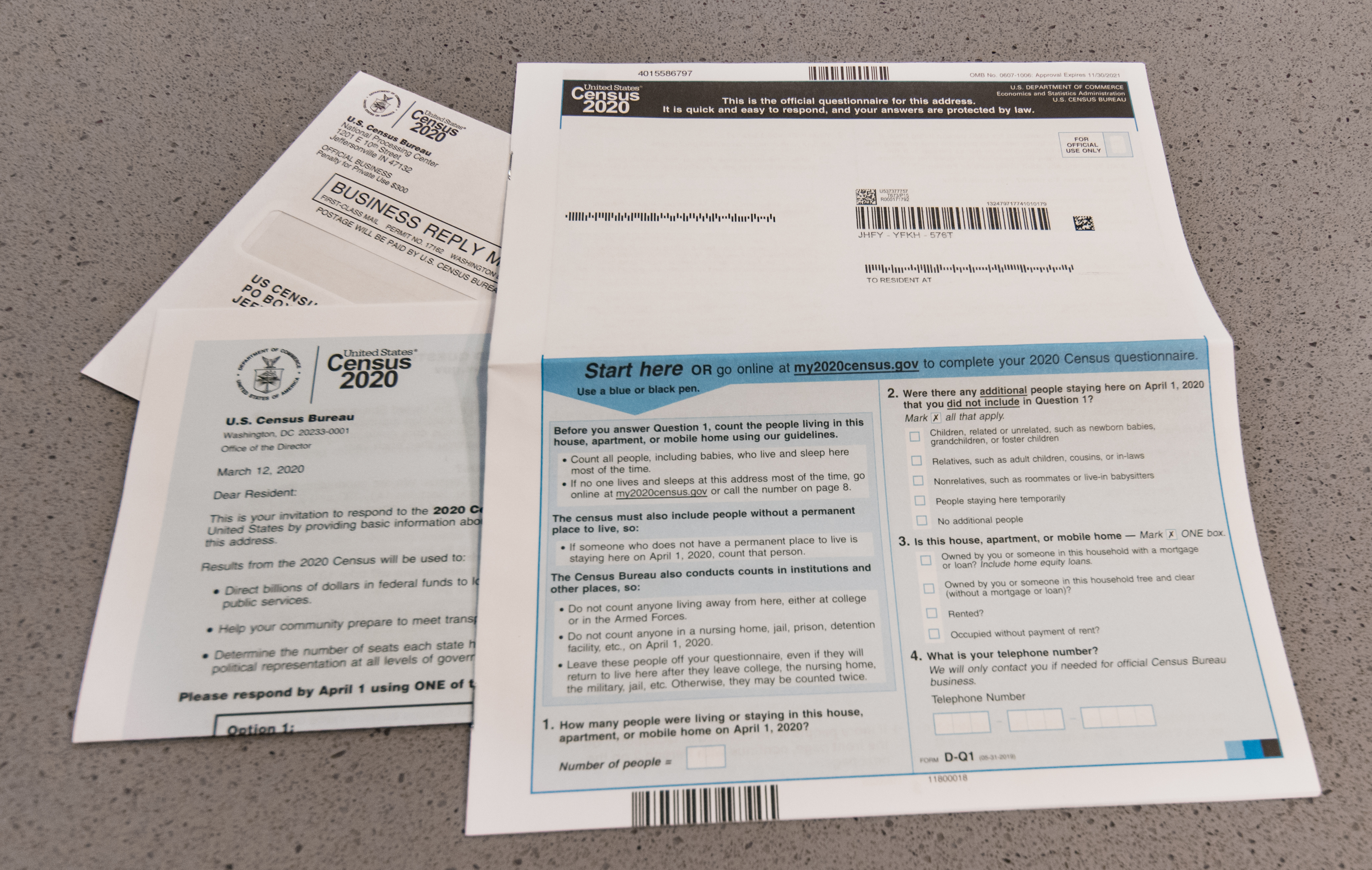
Frågeformulär.

USA:s folkräkning 2020 (engelska: 2020 United States census) var den tjugofjärde folkräkningen i USA:s historia. Folkräkningen registrerade ett invånarantal på 331 449 281, vilket motsvarar en ökning på 7,4 procent sedan folkräkningen 2010.
Folkräkningen var den första, förutom ett tidigare pilotprojekt, där invånarna erbjöds besvara undersökningsformuläret online eller per telefon.